# Élections générales maltaises de 1921
Les élections générales maltaises de 1921 (en maltais elezzjonijiet ġenerali ta' 1921 et general election of 1921 en anglais) sont les premières élections en application de la constitution Amery-Milner qui a été promulguée en 1921. Cette constitution permet d'élire des sénateurs au sénat pour un mandat de six ans et des députés à la Chambre des députés, pour un mandat de trois ans.

## Principales forces politiques
Quatre partis politiques présentent des candidats, un seul candidat indépendant se présente aux votes des électeurs. Le Parti constitutionnel - (CON) - présente des candidats dans les huit districts électoraux. L'Union politique maltaise - (UPM) - dans sept districts, le  Parti travailliste - (LP) - dans six districts et le Parti démocratique nationaliste - (DNP) - dans un seul celui de Gozo.

## Candidats
Au total c'est 59 candidats qui se présentent pour 32 sièges.
15 candidats présentés par le Parti constitutionnel - (CON)
- 1er district :
  - Alfred Gera De Pietri
  - Gerald Strickland
- 2e district :
  - Augusto Bartolo
  - Henri C. Ciantar
  - George Pace
  - Achille Samut
- 3e district :
  - Charles Sydney Henry
- 4e district :
  - Robert Hamilton
  - Joseph Pace
- 5e district :
  - Lewis F. Mizzi
  - Annunciato Scerri
  - Daniele Testaferrata Bonici
- 6e district :
  - Giuseppe M. Borg
  - Gerald Strickland
- 7e district :
  - Henry Calleja Schembri
  - Daniele Testaferrata Bonici
  - Edwin Xassallo

23 candidats présentés par l'Union politique maltaise - (UPM)
- 1er district :
  - Giovani Adami
  - Edgardo Arrigo
  - Giuseppe Hyzler
  - Ugo Pasqale Misfud
- 2e district :
  - Enrico Dandria
  - Luigi Preziosi
  - Emmanuele Said
  - Alfredo Vassallo
- 3e district :
  - Filippo Nicolo Buttigieg
  - Temistocle Conti
  - Antonio Dalli
  - Carmelo Sammut
- 4e district :
  - Carmelo Bugelli
  - Lorenzo Ellul
  - Antonio Paris
- 5e district :
  - Francesco Bonello
  - Gaetano Lanzon
  - Goffredo Lubrano
  - Alfredo Mattei
- 6e district :
  - Luigi Borg
  - Francesco Buhagiar
  - Paolo Grech
  - Alberto Vassallo

16 candidats présentés pas le Parti travailliste - (LP)
- 1er district :
  - Michel'Angelo Borg
  - William Savona
- 2e district :
  - Vicenzo Farrugia
  - Lewis Galea
  - Armando E. Mifsud
- 3e district :
  - Michel Borg
  - Enrico Frendo
- 4e district :
  - Giovanni Bencini
  - Michael Dundon
  - Pier Giuseppe Frendo
  - Ercole Valenzia
- 5e district :
  - Paolo Borg Grech
  - Vincenzo Busuttil
  - Arturo Mifsud
  - Leone Portelli
- 6e district :
  - Giacinto Tua

4 candidats présentés par le Parti démocratique national
- 8e district :
  - Luigi Camilleri
  - Alfonso Maria Hili
  - Giuseppe Micallef
  - Enrico Mizzi

Un candidat indépendant dans le 6e district :
- Pasquale Waldemar Sceberras Trigona

## Résultats
Quatre sièges sont à pourvoir dans chacun des huit districts soit au total 32 députés.

### Scores
- 1er district :
  - Ugo Pasqale Misfud (UPM) - 567 voix préférentielles (élu 1er compte)
  - Gerald Strickland (CON) - 507 voix préférentielles (élu 2e compte)
  - Alfred Gera De Pietri (CON) - 8 voix préférentielles (éliminé 3e compte, remplace G. Strickland))
  - Michel'Angelo Borg (LP) - 60 voix préférentielles (éliminé 3e compte)
  - Giovani Adami (UPM) - 259 voix préférentielles (élu 4e compte)
  - Giuseppe Hyzler (UPM) - 143 voix préférentielles (éliminé 4e compte)
  - Edgardo Arrigo (UPM) - 162 voix préférentielles ( élu 5e compte)
  - William Savona (LP) - 151 voix préférentielles ( éliminé 5e compte)
- Quota = 372

- 2e district :
  - Enrico Dandria (UPM) - 601 voix préférentielles (élu 1er compte)
  - Augusto Bartolo (CON) - 597 voix préférentielles (élu 2e compte)
  - Henri C. Ciantar (CON) - 34 voix préférentielles (éliminé 2e compte)
  - George Pace (CON) - 25 voix préférentielles (éliminé 2e compte)
  - Armando E. Mifsud (LP) - 138 voix préférentielles (éliminé 3e compte)
  - Luigi Preziosi (UPM) - 118 voix préférentielles (éliminé 4e compte)
  - Achille Samut (CON) - 96 voix préférentielles (éliminé 5e compte)
  - Alfredo Vassallo (UPM) -178 voix préférentielles (éliminé 6e compte)
  - Vicenzo Farrugia (LP) - 263 voix préférentielles (élu 8e compte)
  - Emmanuele Said (UPM) - 159 voix préférentielles (élu 8e compte)
  - Lewis Galea (LP) - 189 voix préférentielles (éliminé 8e compte)
- Quota = 480

- 3e district :
  - Antonio Dalli (UPM) - 713 voix préférentielles (élu 1er compte)
  - Temistocle Conti (UPM) - 164 voix préférentielles (éliminé 1er compte)
  - Enrico Frendo (LP) - 296 voix préférentielles (éliminé 2e compte)
  - Michel Borg (LP) - 409 voix préférentielles (élu 4e compte)
  - Charles Sydney Henry (CON) - 371 voix préférentielles (élu 6e compte)
  - Filippo Nicolo Buttigieg (UPM) - 310 voix préférentielles (élu 6e compte)
  - Carmelo Sammut (UPM) - 329 voix préférentielles (éliminé 6e compte)
- Quota = 588

- 4e district :
  - Michael Dundon (LP) - 871 voix préférentielles (élu 1er compte)
  - Ercole Valenzia (LP) - 48 voix préférentielles (éliminé 1er compte)
  - Joseph Pace (CON) - 64 voix préférentielles (éliminé 2e compte)
  - Antonio Paris (UPM) - 133 voix préférentielles (éliminé 3e compte)
  - Carmelo Bugelli (UPM) - 491 voix préférentielles (élu 5e compte)
  - Lorenzo Ellul (UPM) - 266 voix préférentielles (éliminé 5e compte)
  - Pier Giuseppe Frendo (LP) - 371 voix préférentielles (élu 7e compte)
  - Robert Hamilton (CON) - 355 voix préférentielles (élu 7e compte)
  - Giovanni Bencini (LP) - 245 voix préférentielles (éliminé 7e compte)
- Quota = 569

- 5e district :
  - Annunciato Scerri (CON) - 8 voix préférentielles (éliminé 1er compte)
  - Daniele Testaferrata Bonici (CON) - 39 voix préférentielles (éliminé 1er compte)
  - Goffredo Lubrano (UPM) - 126 voix préférentielles (éliminé 1er compte)
  - Gaetano Lanzon (UPM) - 152 voix préférentielles (éliminé 2e compte)
  - Alfredo Mattei (UPM) - 468 voix préférentielles (élu 4e compte)
  - Francesco Bonello (UPM) - 151 voix préférentielles (éliminé 4e compte)
  - Arturo Mifsud (LP) - 274 voix préférentielles (éliminé 5e compte)
  - Leone Portelli (LP) - 479 voix préférentielles (élu 7e compte)
  - Paolo Borg Grech (LP) - 470 voix préférentielles (élu 8e compte)
  - Vincenzo Busuttil (LP) - 343 voix préférentielles (élu 8e compte)
  - Lewis F. Mizzi (CON) - 348 voix préférentielles (éliminé 8e compte)
- Quota = 572

- 6e district :
  - Gerald Strickland (CON) - 1180 voix préférentielles (élu 1er compte)
  - Walter Salamone (CON) - 19 voix préférentielles (élu 2e compte)
  - Alberto Vassallo (UPM) - 53 voix préférentielles (éliminé 2e compte)
  - Pasquale Waldemar Sceberras Trigona (IND) - 86 (éliminé 3e compte)
  - Francesco Buhagiar (UPM) - 399 voix préférentielles (élu 4e compte)
  - Paolo Grech (UPM) - 132 voix préférentielles (éliminé 4e compte)
  - Giacinto Tua (LP) - 135 voix préférentielles (éliminé 5e compte)
  - Luigi Borg (UPM) - 198 voix préférentielles (élu 6e compte)
  - Giuseppe M. Borg (CON) - 39 voix préférentielles (éliminé 6e compte)
- Quota = 449

- 7e district :
  - Salvatore Borg Olivier (UPM) - 628 voix préférentielles (élu 1er compte)
  - Francesco Ferris (UPM) - 622 voix préférentielles (élu 1er compte)
  - Giuseppe De Giorgio (UPM) - 371 voix préférentielles (élu 2e compte)
  - Francesco Wirth (UPM) - 106 voix préférentielles (éliminé 3e compte)
  - Daniele Testaferrata Bonici (CON) - 183 voix préférentielles (éliminé 4e compte)
  - Edwin Vassallo (CON) - 394 voix préférentielles (élu 5e compte)
  - Henry Calleja Schembri (CON) - 243 voix préférentielles (éliminé 5e compte)
- Quota = 510

- 8e district :
  - Enrico Mizzi (DNP) - 1017 voix préférentielles (élu 1er compte)
  - Luigi Camilleri (DNP) - 591 voix préférentielles (élu 1er compte)
  - Giuseppe Micallef (DNP) - 480 voix préférentielles (élu 1er compte)
  - Alfonso Maria Hili (DNP) - 377 voix préférentielles (élu 1er compte)
  - Lewis F. Mizzi (CON) - 169 voix préférentielles (éliminé 1er compte)
  - Giuseppe Bondi (CON) - 140 voix préférentielles (éliminé 1er compte)
  - Francesco Saverio Misfud (CON) - 17 voix préférentielles (éliminé 1er compte)
- Quota = 559

### Candidats élus
- Pour UPM :
  - Giovani Adami
  - Edgardo Arrigo
  - Luigi Borg
  - Salvatore Borg Olivier
  - Carmelo Bugelli
  - Francesco Buhagiar
  - Filippo Nicolo Buttigieg
  - Antonio Dalli
  - Enrico Dandria
  - Giuseppe De Giorgio
  - Francesco Ferris
  - Alfredo Mattei
  - Ugo Pasqale Misfud
  - Emmanuele Said

- Pour CON
  - Augusto Bartolo
  - Alfred Gera De Pietri
  - Robert Hamilton
  - Charles Sydney Henry
  - Walter Salamone
  - Gerald Strickland
  - Edwin Vassallo

- Pour Parti travailliste :
  - Michel Borg
  - Vincenzo Busuttil
  - Michael Dundon
  - Vicenzo Farrugia
  - Pier Giuseppe Frendo
  - Paolo Borg Grech
  - Leone Portelli

- Pour DNP :
  - Luigi Camilleri
  - Alfonso Maria Hili
  - Giuseppe Micallef
  - Enrico Mizzi

### Analyse
| Parti politique                 | Siège de député |
| ------------------------------- | --------------- |
| Union politique maltaise        | 14              |
| Parti constitutionnel           | 7               |
| Parti travailliste              | 7               |
| Parti démocratique nationaliste | 4               |